# کووان (تنسی)
کووان(به انگلیسی: Cowan) شهری در ایالت تنسی کشور ایالات متحده آمریکا است که جمعیت آن در سرشماری سال ۲۰۱۰ میلادی، ۱٬۷۳۷ نفر بوده‌است.